# Nicolás Fernández (Fußballspieler, 1999)
Nicolás Esteban Fernández Muñoz (* 3. August 1999 in San Joaquín, Santiago) ist ein chilenischer Fußballspieler. Der Außenverteidiger ist seit März 2024 Nationalspieler.

## Karriere

### Verein
Nicolás Fernández spielte bis zum Alter von 15 Jahren beim CD Universidad Católica. Auf der Suche nach einem neuen Klub lehnten ihn der CSD Colo-Colo und der CD Palestino ab. Bei Audax Italiano trainierte der Abwehrspieler erst einige Monate mit und wurde dann offiziell in die Jugendmannschaft eingeschrieben. 2017 debütierte Fernández schließlich in der Profimannschaft von Audax.

### Nationalmannschaft
Nicolás Fernández debütierte unter Ricardo Gareca für die La Roja beim Freundschaftsspiel gegen Albanien, bei dem der Verteidiger drei Spielminuten vor Schluss für Mauricio Isla eingewechselt wurde.
Zuvor hatte Fernández schon in der U-17 bei der Copa UC 2016 gespielt, mit der U-20 die Goldmedaille bei den Südamerikaspielen 2018 in Bolivien gewonnen und das Turnier von Toulon 2019 mit der U-23 bestritten.

## Erfolge
Chile U20
- Südamerikaspiele: Goldmedaille 2018